# Cepeda, Spanien
Cepeda är en kommunhuvudort i Spanien.   Den ligger i provinsen Provincia de Salamanca och regionen Kastilien och Leon, i den centrala delen av landet, 200 km väster om huvudstaden Madrid. Cepeda ligger 628 meter över havet och antalet invånare är 471.
Terrängen runt Cepeda är kuperad. Runt Cepeda är det mycket glesbefolkat, med 7 invånare per kvadratkilometer. Närmaste större samhälle är Nuñomoral, 18,5 km väster om Cepeda. 